# Campeonato Centroamericano de Balonmano Masculino de 2015
El Campeonato Centroamericano de Balonmano Masculino de 2015 se celebró en Cartago, Costa Rica entre el 16 y 20 de noviembre de 2015. El ganador del torneo se clasificó para el Campeonato Panamericano de Balonmano Masculino de 2016.

## Resultados
| Selección   | J | G | E | P | GF  | GC  | DG  | Pts |
| ----------- | - | - | - | - | --- | --- | --- | --- |
| Guatemala   | 4 | 4 | 0 | 0 | 125 | 71  | +54 | 8   |
| Costa Rica  | 4 | 3 | 0 | 1 | 121 | 78  | +43 | 6   |
| Honduras    | 4 | 1 | 1 | 2 | 84  | 98  | –14 | 3   |
| El Salvador | 4 | 1 | 0 | 3 | 75  | 121 | –46 | 2   |
| Nicaragua   | 4 | 0 | 1 | 3 | 93  | 130 | –37 | 1   |

### Partidos
El torneo se disputó en un solo grupo con el sistema de todos contra todos.
| 16 de noviembre | Nicaragua | 22 : 43             | Guatemala             | Polideportivo, Cartago     |                            |
| 17:00           | Silva 8   | ( 13 : 26 ) Reporte | Herrera, M. Morales 9 | Árbitro(s): Gamboa, Segura | Árbitro(s): Gamboa, Segura |

| 16 de noviembre | Costa Rica | 34 : 16            | Honduras | Polideportivo, Cartago    |                           |
| 19:30           | Montero 5  | ( 18 : 4 ) Reporte | García 6 | Árbitro(s): Zúñiga, Reyes | Árbitro(s): Zúñiga, Reyes |

| 17 de noviembre | Honduras | 19 : 26            | Guatemala    | Polideportivo, Cartago         |                                |
| 17:00           | García 6 | ( 8 : 13 ) Reporte | M. Morales 8 | Árbitro(s): Montiel, Hernández | Árbitro(s): Montiel, Hernández |

| 17 de noviembre | El Salvador | 18 : 39            | Costa Rica       | Polideportivo, Cartago     |                            |
| 19:30           | García 5    | ( 8 : 20 ) Reporte | Perez, Saborio 6 | Árbitro(s): Urrutia, Perez | Árbitro(s): Urrutia, Perez |

| 18 de noviembre | El Salvador      | 13 : 24            | Honduras | Polideportivo, Cartago    |                           |
| 17:00           | Ramires, Ramos 3 | ( 4 : 10 ) Reporte | García 5 | Árbitro(s): Zúñiga, Reyes | Árbitro(s): Zúñiga, Reyes |

| 18 de noviembre | Costa Rica       | 34 : 20            | Nicaragua | Polideportivo, Cartago     |                            |
| 19:30           | tres jugadores 5 | ( 18 : 8 ) Reporte | Urbina 5  | Árbitro(s): Urrutia, Perez | Árbitro(s): Urrutia, Perez |

| 19 de noviembre | Guatemala             | 32 : 16            | El Salvador       | Polideportivo, Cartago         |                                |
| 17:00           | Herrera, V. Morales 8 | ( 15 : 9 ) Reporte | Ramos, Palacios 4 | Árbitro(s): Montiel, Hernándes | Árbitro(s): Montiel, Hernándes |

| 19 de noviembre | Nicaragua | 25 : 25             | Honduras          | Polideportivo, Cartago     |                            |
| 19:30           | Mendoza 8 | ( 14 : 11 ) Reporte | Garcia, Montoya 6 | Árbitro(s): Gamboa, Segura | Árbitro(s): Gamboa, Segura |

| 20 de noviembre | Nicaragua | 26 : 28             | El Salvador | Polideportivo, Cartago     |                            |
| 17:00           | Silva 8   | ( 15 : 10 ) Reporte | Ramos 8     | Árbitro(s): Gamboa, Segura | Árbitro(s): Gamboa, Segura |

| 20 de noviembre | Guatemala        | 24 : 14           | Costa Rica | Polideportivo, Cartago    |                           |
| 19:30           | tres jugadores 6 | ( 8 : 5 ) Reporte | Orozco 7   | Árbitro(s): Zúñiga, Reyes | Árbitro(s): Zúñiga, Reyes |

## Clasificación final
| Posición | Selección   |
| -------- | ----------- |
|          | Guatemala   |
|          | Costa Rica  |
|          | Honduras    |
| 4        | El Salvador |
| 5        | Nicaragua   |

|  | Selección clasificada para el Campeonato Panamericano de Balonmano Masculino de 2016 |